# 旺斯特德站
旺斯特德站（英語：Wanstead tube station）是倫敦地鐵的一個車站，位於倫敦東部的旺斯特德地區。旺斯特德站是中央線的車站，位於倫敦第4收費區。旺斯特德站開始修建於1930年代，不過由於二戰導致工程延誤，在1947年才開通。